# Körperliche Aktivität

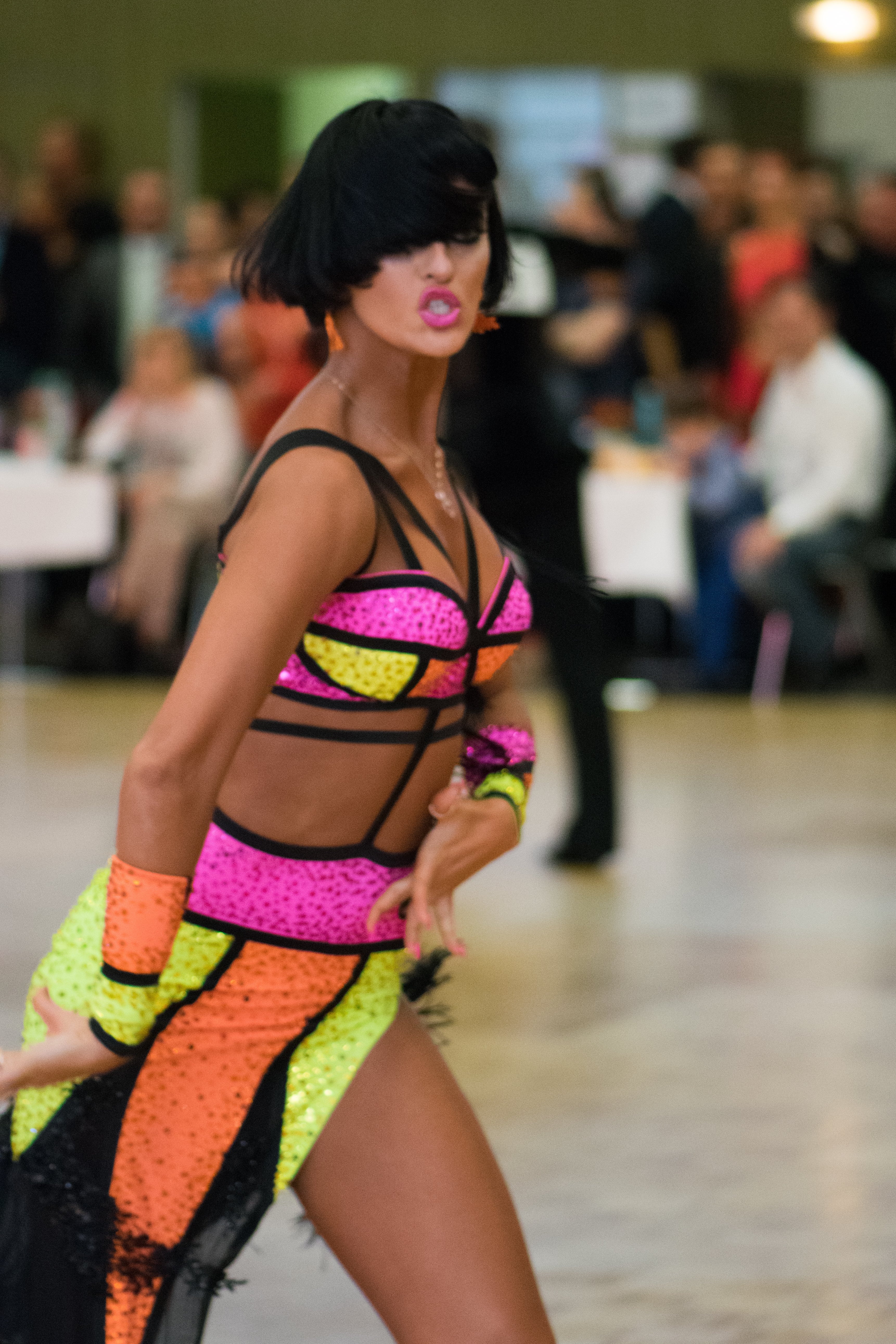
Tänzerin in Bewegung

Körperliche Aktivität ist definiert als „jede Bewegung der Skelettmuskulatur, die zu einer erheblichen Erhöhung des Ruhenergieaufwandes führt“ und bezeichnet die physische Bewegung eines Menschen, die er selbst ausführt. Grundsätzlich können alle körperlichen Bewegungen, die einen Verbrauch von Energie zur Folge haben, als körperliche Aktivität bezeichnet werden, wie z. B. Routinetätigkeiten im Haushalt, beim Einkauf oder während des Arbeitens.
Körperliche Aktivitäten unterscheiden sich hinsichtlich der Komplexität, Ausführungspräzision, Kraft und Schnelligkeit. Die körperliche Aktivität als ganze besteht aus Basisaktivitäten, d. h. einzelnen, nicht weiter trennbaren Bewegungen sowie aus zusammengesetzten, komplexeren Bewegungsabläufen. Man unterscheidet auf Basis des Energieumsatzes beim Menschen zwischen leichter (< 3 MET), moderater (ca. 3–6 MET) und hoher körperlicher Aktivität (> 6 MET).
Körperliche Aktivitäten, die um ihrer selbst willen, zum Training des Körpers oder im Wettkampf mit anderen ausgeübt werden, bezeichnet man für gewöhnlich als Sport.

## Relevanz und Vorteile
Die körperliche Aktivität in der Ausprägung von Sport bis hin zu einfachen Bewegungen hat positive Auswirkungen auf die Gesundheit des Menschen. In der heutigen Gesellschaft ist die Ausübung von körperlicher Aktivität besonders durch Bewegungsmangel, ausgelöst durch Computerarbeitsplatz, Fernsehen und Autofahren und dergleichen besonders wichtig. Auch im betrieblichen Umfeld spielt die Bewegungsförderung eine zentrale Rolle. Neben der Ernährung und dem Stressmanagement stellt hier die Bewegungsförderung eine der drei zentralen Säulen zur Verbesserung der Gesundheit von Mitarbeitern dar – und dies branchenübergreifend und unabhängig von sämtlichen Rahmenbedingungen Bewegungsbezogene Interventionen gehören dabei zu den am häufigsten in Unternehmen vorgehaltenen Maßnahmen. Die durchschnittlich ausgeübte körperliche Aktivität ist alters-, geschlechts- und sozialschichtabhängig.

### Neurobiologische Vorteile
Sport hat eine Reihe von bekannten neurobiologischen Vorteilen für das menschliche Gehirn. Körperliche Aktivität kann etwa die Konzentration von BDNF, mithin die Neurogenese und die Gedächtnisleistung erhöhen, mentale Gesundheit verbessern und zur Erhaltung der kognitiven Leistungsfähigkeit trotz Alterung beitragen.
Ein Bereich wissenschaftlicher Forschung untersucht die biologischen Mechanismen, die dem zugrunde liegen. So wurde beispielsweise gezeigt, dass die Konzentration des GPLD1-Leberproteins im Blut nach sportlicher Betätigung erhöht ist und eine verstärkte Produktion dieses Proteins durch die Leber in genetisch modifizierten alten Mäusen deren Gehirn ebenfalls jung und leistungsfähig hält oder werden lässt. Ein weiteres Beispiel ist das Hormon Irisin, welches an der Vermittlung günstiger Wirkungen beteiligt ist, die Sport aufs Gehirn hat.

### Einfluss von Sport auf die Entwicklung im Kindergartenalter
In der Studie von Frey, A. & Mengelkamp, C. (2007) wurde der Frage nachgegangen, ob Kindergartenkinder, die sich regelmäßig bewegen, bessere motorische, kognitive oder sozial-emotionale Fertigkeiten haben.
Es wurde der Beobachtungsbogen für Kinder (BBK 3-6) mit 81n Aussagen über kindliche Verhaltensweisen mit 6-stufiger Ratingskala zur Häufigkeit genutzt und die Studie umfasste 2276 Kinder im Altern von 3 bis 6 Jahren mit einem Mittelwert von 4,6 Jahren (49 % Mädchen & 51 % Jungen).
Zusammenfassend wurden folgende Ergebnisse festgehalten:
1. Motorische Fertigkeiten: Kinder, die regelmäßig Sport treiben, verfügen über bessere grob- und feinmotorische Fähigkeiten als solche, die das nicht tun (Effekt äußerst schwach)
2. Sozial-emotionale Fertigkeiten: Kinder, die regelmäßig Sport treiben, verfügen über bessere sozial-emotionale Fertigkeiten als solche, die das nicht tun (bessere Werte bei kommunikativen Grundfähigkeiten, Aggressivität, Schüchternheit; geringste Effektstärken)
3. Kognitive Fertigkeiten: Kinder, die regelmäßig Sport treiben, verfügen über höhere kognitive Fähigkeiten als solche, die das nicht tun (höhere Werte bei Rechnen, Erstlesen, Schreiben, Sprachentwicklung; Effekte immer noch schwach, aber höher als alle übrigen gemessenen)
4. Korrelationen zwischen Motorischen Fähigkeiten und den Skalen: Zusammenhang zwischen den motorischen und den kognitiven sowie sozial-emotionalen Fertigkeiten (besonders bei kommunikativen Grundfertigkeiten und Sprachentwicklung) (mittelstarke Effekte)[13]

#### Fazit und Kritik der Studie
Die Fertigkeiten wurden nur mit Beobachtungsbogen erfasst und nicht mit Leistungstests. Zudem wurden nur Korrelationen bei der Untersuchung des Zusammenhangs zwischen Motorik und kognitiven bzw. sozial-emotionalen Fertigkeiten betrachtet, wobei die Richtung unklar ist. Wirken sich gute motorische Fertigkeiten auch auf die kognitive und sozial-emotionalen Fertigkeiten aus oder bewirkt umgekehrt die kognitive oder sozial-emotionale Fertigkeit eine Förderung der Motorik?
Sport hat mit den motorischen und sozial-emotionalen Fertigkeiten im Kindergartenalter nur einen kleinen Zusammenhang, aber mit kognitiven Fertigkeiten ein bedeutsamer Zusammenhang. Zusammenfassend ist es aber wichtig, schon im Kindergartenalter eine positive Körperkultur und Bewegungserziehung zu fördern.

## Erfassungsmethoden
Die Überwachung der körperlichen Aktivität im Alltag ist für die Erkennung von Krankheits- oder Pflegezuständen von Bedeutung, prognostiziert zukünftige Krankheiten und kann zur Motivation und zur Änderung des Lebensstils genutzt werden.
Zwecks einer umfassenden und einheitlichen Erhebung der Bewegungssituation wurde bereits ein internationaler Selbstauskunftsbogen, das IPAQ (International Physical Activity Questionaire), entwickelt. Er erfasst die körperlichen Aktivitäten in Beruf, Freizeit und Sport. Es konnte jedoch gezeigt werden, dass nationale Unterschiede in der subjektiven Beurteilung von leichter bis starker körperlicher Aktivität existieren. Um eine objektive Aussage zu erhalten, nutzt man mobile Sensorsysteme zur Messung der körperlichen Aktivität. Während bislang dazu meist einfache elektromechanische Schrittzähler eingesetzt wurden, werden zukünftig komplexe mobile Sensorsysteme verwendet. Diese Systeme basieren auf mehrachsigen Beschleunigungssensoren mit automatischer Mustererkennung zur Klassifizierung der ausgeführten Bewegungsform (Mobile Motion Tracking Technologies).

## Relevante Aktivitätsklassen
Betrachtet man die Bewegungsformen, d. h. Aktivitätsklassen, die der Mensch im Alltag am häufigsten ausführt, so sind nur wenige Bewegungsformen relevant.
Man unterscheidet zwischen Spontanaktivität, welches das Aufrechterhalten der Körperhaltung sichert, sowie der fakultativen körperlichen Aktivität. Die fakultative Aktivität beschreibt im Gegensatz zur Spontanaktivität die willentlichen Körperbewegungen.
Der Bewegungsalltag bei Kindern besteht aus neun Stunden Liegen, neun Stunden Sitzen, fünf Stunden Stehen und einer Stunde Bewegung. Der Bewegungszeitraum setzt sich jedoch nur aus 15–30 Minuten körperlicher Aktivität mit hoher Aktivität zusammen. Für das 24-Stunden-Profil der körperlichen Aktivitäten sind demnach Bewegungsformen wie Schlafen, sitzende Tätigkeiten, Stehen, Gehen, Laufen, Radfahren, Treppenlaufen, Haus- oder Gartenarbeit sowie passive Bewegungsformen wie Auto-/Zugfahren, Flugreisen sowie diverse Sportaktivitäten im Tagesverlauf interessant.

## Bewegungsempfehlungen

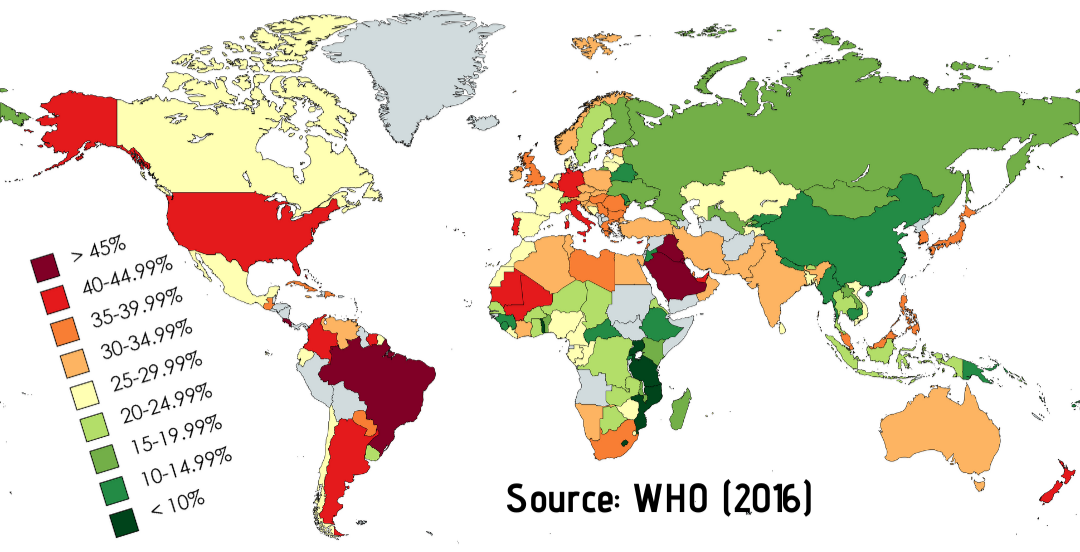
Unzureichende körperliche Aktivität bei Erwachsenen (2016)

### Bewegungsempfehlungen WHO
Die WHO gibt verschiedene Mindestempfehlungen für körperliche-sportliche Aktivität für drei verschiedene Altersgruppen vor, welche sich wie folgt kategorisieren:
1. Kinder und Jugendliche (bis 18)
2. Erwachsene (18–65)
3. Ältere Erwachsene (65+)

Für Kinder und Jugendliche empfiehlt die WHO, täglich mindestens 60 Minuten mäßige bis sehr anstrengende körperlich-sportliche Aktivität pro Tag, wobei die nationalen Empfehlungen höher liegen.
Erwachsenen wird empfohlen, Ausdaueraktivität zu betreiben, in Form von mindestens 150 bis 300 Minuten pro Woche bei moderater Anstrengung (5-6 auf einer individuellen Skala von 0-10) oder mindestens 75 bis 150 Minuten bei sehr hoher Anstrengung (7-8 auf einer individuellen Skala von 0-10). Daneben wird Aktivität zur Muskelkräftigung mindestens zweimal pro Woche empfohlen.
Personen ab 65 Jahren wird dreimal pro Woche Gleichgewichtstraining empfohlen.
Die nationalen Empfehlungen liegen höher.

### Bewegungsempfehlung BHF
Die Britische Herzstiftung (BHF) empfiehlt, dass man sich pro Woche an fünf Tagen mindestens 30 Minuten ausreichend bewegen sollte. Das amerikanische Centers for Disease Control and Prevention (CDC) empfiehlt ebenfalls eine moderate oder besser hohe körperliche Aktivität. Auch in Deutschland wurden im Auftrag des Bundesministeriums für Gesundheit nationale Empfehlungen für Bewegung und Bewegungsförderung veröffentlicht.

### Bewegungsempfehlungen in Deutschland
Die Nationalen Empfehlungen für Bewegung und Bewegungsförderung wurden von einer Gruppe von Wissenschaftlern erarbeitet und haben das Ziel, eine wissenschaftliche Orientierung im Feld der Bewegungsförderung zu bieten. International werden zum ersten Mal Empfehlungen für Bewegung und für Bewegungsförderung systematisch miteinander verknüpft.
Die Empfehlungen beziehen sich auf fünf verschiedene Zielgruppen:
1. Kinder und Jugendliche (bis 18)
2. Erwachsene (18–65)
3. Ältere Erwachsene (65+)
4. Erwachsene mit einer chronischen Erkrankung (18–65)
5. Gesamte Bevölkerung (nur für Bewegungsförderung)

Die Empfehlungen für Bewegung enthalten je Zielgruppe empfohlene Bewegungszeiten mit Hinweisen zu Intensität und Art der Bewegung. Darüber hinaus wird unter anderem auf den Nutzen körperlicher Aktivität, empfohlene Sitzzeiten und Wissenswertes vor Aufnahme oder Wiederaufnahme körperlicher Aktivität eingegangen.
Die Empfehlungen für Bewegungsförderung beziehen sich auf gezielte Maßnahmen, die darauf ausgerichtet sind, das Bewegungsverhalten von Menschen zu verbessern. Sie unterscheiden nach Lebenswelten wie z. B. Familie, Kindergarten, Schule und Betrieb. Darüber hinaus beinhalten sie Empfehlungen zur Kosteneffektivität von Maßnahmen der Bewegungsförderung sowie Qualitätskriterien für deren wirksame Umsetzung. Auch Auswirkungen auf die soziale Chancengerechtigkeit werden diskutiert.
Darüber hinaus verfolgt das Bundesministerium für Gesundheit jährlich wechselnde Initiativen zur Verbesserung der Bewegungssituation. 1998 wurde im Rahmen des Bundes-Gesundheitssurveys als repräsentativer Untersuchung zum Gesundheitszustand der Bevölkerung in Deutschland eine Erfassung der körperlichen Aktivität der Bevölkerung durchgeführt. Diese Erhebung ergab einen Bewegungsmangel, der die Zunahme der Anzahl von Herz-Kreislauf-Krankheiten und Diabetes in der Bevölkerung erklärt. Nach der Folgeerhebung DEGS 2008/11 konnte festgestellt werden, dass der Anteil der sportlich Aktiven inzwischen signifikant gestiegen ist.
Regelmäßige körperliche Aktivität ist eine sehr kostengünstige Vorbeugung, von der circa 90 Prozent der über 50-Jährigen profitieren könnten.

### Bewegungsempfehlung in Österreich
Grundsätzlich gibt es in Österreich Bewegungsempfehlungen für drei verschiedene Altersgruppen:
1. Kinder und Jugendliche (bis 17 Jahre)
2. Erwachsene (18-64 Jahre)
3. Ältere Menschen (65+)

Es wird gegliedert in:
Allgemeine Aktivität, mit mittlerer und höherer Intensität.
In der mittleren Intensität sollte man noch problemlos miteinander kommunizieren können. Höhere Intensitäten sollten nur noch kurze Wortwechsel ermöglichen.
Muskel- und Knochenstärkende Aktivität.
Unter muskelkräftigender Bewegung sind körperliche Aktivitäten zu verstehen, bei denen das eigene Körpergewicht (zum Beispiel Liegestütz), Gewichte oder andere Hilfsmittel (zum Beispiel Thera-Band) als Widerstand eingesetzt werden.
Unter knochenstärkenden Bewegungen versteht man das Körpergewicht überwindenden und sich wiederholende körperliche Aktivitäten (beispielsweise Hüpfen, Laufen, Step-Aerobic).
Bei Kindern sollte die sportliche Aktivität etwa 60 Minuten pro Tag betragen. Dazu sollte etwa 3-mal muskel- und knochenstärkendes Training vollzogen werden und wenn möglich noch sportliche Betätigung im Bereich Koordination und Beweglichkeit.
Erwachsene sollten entweder 150 min Sport auf mittlerer Intensität, oder 75 min auf hoher Intensität betreiben (pro Woche). Eine Einheit sollte sich auf mindestens 10 min erstrecken. Dazu zwei Mal Muskelkräftigungstraining pro Woche. Wer noch aktiver im Bereich Bewegung sein möchte, werden fünf Stunden pro Woche auf mittlerer, oder 150 min auf hoher Intensität empfohlen. Ältere Menschen sollten sich im empfohlenen Mindestbereich der Erwachsenen befinden, mit Berücksichtigung auf vorliegende Erkrankungen und die Gesundheit.

## Erfassung der körperlichen Aktivität in Deutschland

### Erwachsene
Auf Basis der Selbstangaben in GEDA 2014/2015-EHIS wurde die Einhaltung der Bewegungsempfehlungen der Weltgesundheitsorganisation (WHO) bei Erwachsenen in Deutschland ermittelt. Die Empfehlungen unterscheiden zwischen „Ausdaueraktivitäten“ und „Aktivitäten zur Muskelkräftigung“.
42,6 % der Frauen und 48,0 % der Männer geben an, mindestens 2,5 Stunden pro Woche aerobe körperliche Aktivität auszuüben und erreichen dadurch die WHO-Empfehlung zur Ausdaueraktivität. Für alle Altersgruppen bei Frauen und Männern gilt: Je höher der Bildungsstand, desto häufiger wird die WHO-Empfehlung zur Ausdaueraktivität erreicht. 27,6 % der Frauen und 31,2 % der Männer erreichen die WHO-Empfehlung für muskelkräftigende Aktivitäten mindestens zweimal pro Woche. Beide Empfehlungen erreichen etwa ein Fünftel der Frauen (20,5 %) und ein Viertel der Männer (24,7 %).
Insgesamt weisen die Ergebnisse auf ein hohes Potenzial für die Bewegungsförderung in der Freizeit hin. Inaktive Personen, die beginnen sich den Empfehlungen entsprechend zu bewegen, können langfristig das Risiko frühzeitiger Sterblichkeit deutlich reduzieren.

### Kinder & Jugendliche
Von 2014 bis 2017 wurden in einer Studie zur Gesundheit von Kindern und Jugendlichen 13567 Teilnehmer im Alter von 3 bis 17 Jahren unter anderem zu den Punkten "Häufigkeit von Sport pro Woche inner- und außerhalb von Vereinen (exkl. Bewegungsangebote in Kindergarten & Schulen), Sportverhalten der Eltern & Sportmöglichkeiten im Wohnort" befragt, wobei festgestellt wurde, dass 70,9 % der Mädchen und 75,1 % der Jungen Sport treiben. Nachfolgend ist abzulesen, wie hoch der Anteil von Personen in den Altersklassen war, die die WHO-Bewegungsempfehlung (min. 60 Minuten pro Tag) erreichten.

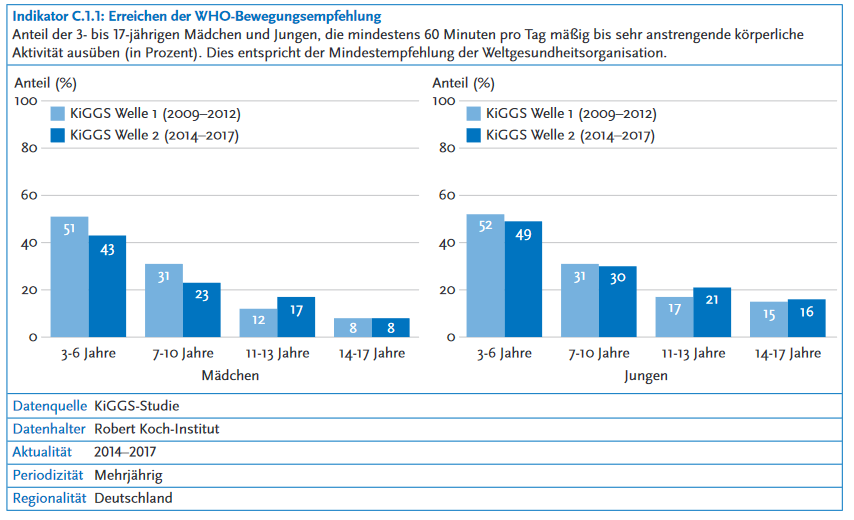
Erreichen der WHO Mindestempfehlungen von mind. 60 Minuten körperlicher Aktivität

### Korrelationen mit Sporttreiben der Kinder & Jugendlichen
Im Rahmen der Studie KiGGS Welle 2, 2014–2017, wurden unter anderem folgende Korrelationen entdeckt:
1. Alter: ältere Kinder treiben häufiger Sport als jüngere Kinder (unabhängig vom Erreichen der Mindestempfehlungen)
2. Geschlecht: Jungen treiben häufiger Sport als Mädchen (dieser Unterschied ist nur bei 11-17-Jährigen signifikant)
3. Sozioökonomischer Status: Kinder mit höherem Sozioökonomischen Status treiben häufiger Sport
4. Sporttreiben der Eltern: Kinder, deren Eltern mindestens eine Stunde Sport pro Woche treiben, haben eine doppelt so hohe Chance, selbst Sport zu treiben als Kinder, deren Eltern weniger als eine Stunde pro Woche Sport treiben
5. Erreichbarer Sportplatz: Kinder, die einen Sportplatz gut erreichen können, treiben mehr Sport